# 大錦上
大錦上（たいきんじょう）は、664年から685年まで日本で用いられた冠位である。26階中7位で上が小紫、下が大錦中であった。

## 概要
天智天皇3年（664年）2月9日の冠位二十六階で、以前の冠位十九階にあった大花上と大花下の2階を大錦上、大錦中、大錦下の3階に改めて設けられた。そのまた前の大化3年（647年）の七色十三階冠には大錦という冠位があって、大化5年（649年）の冠位十九階で大花上と大花下に分割された経緯があり、大錦上などはその名を復活継承したものである。
天武天皇14年（685年）1月21日の冠位四十八階で冠位の命名方法が一新したときに廃止された。

## 叙位された人物
『日本書紀』に大錦上の冠位で見える人物には、孝徳天皇時代の白雉5年（654年）2月の遣大唐押使、高向玄理がいるが、この年は大錦上の冠位制定の10年も前である。書紀は或本いわくとして、高玄理を大花下と記す。
また、『続日本紀』によれば、斉明天皇の時代の筑紫大宰帥阿倍比羅夫が大錦上であった。
天智天皇に信任された蘇我赤兄は、天智天皇8年（669年）10月19日と天智天皇10年（671年）1月2日に大錦上の冠位で見える。同じく大錦上の中臣金は同月5日に左大臣になり、赤兄は右大臣になった。同時に御史大夫になった大錦下の巨勢人が大紫に昇ったとする説に従うなら、両人は大臣になってからさらに高い冠位を授ったと考えられるが、巨勢人の大紫を認めない説もある
天武天皇の時代には、坂本財が天武天皇2年（673年）5月29日に大錦上で死んだ。天武天皇8年（679年）6月26日には、大伴杜屋が大錦上で死んだ。また、江戸時代に発見された小野毛人の墓誌銘には、天武天皇のとき太政官兼刑部大卿で大錦上とあった。
死後の贈位で大錦上になった人には、乙巳の変で蘇我入鹿を討った佐伯古麻呂（子麻呂）のほか、壬申の乱に功があった4人がいる。天武天皇8年（679年）2月3日の紀訶多麻呂、天武天皇9年（680年）5月21日の秦綱手、天武天皇11年（682年）3月の舎人糠虫、土師真敷である。
- 高向玄理 - 白雉5年（654年）2月。遣大唐押使。
- 阿倍比羅夫 - 大宰帥。
- 佐伯古麻呂（佐伯子麻呂） - 天智天皇5年（666年）3月頃没。贈位により大錦上。
- 蘇我赤兄 - 天智天皇8年（669年）10月19日見 - 天智天皇10年（671年）1月2日見。右大臣。
- 中臣金 - 天智天皇10年（671年）1月5日見。左大臣。
- 坂本財 - 天武天皇2年（673年）5月29日没時。小紫を贈位。
- 紀堅麻呂（紀訶多麻呂） - 天武天皇8年（679年）2月3日贈位。
- 大伴杜屋 - 天武天皇8年（679年）6月26日没時。
- 秦綱手 - 天武天皇9年（680年）5月21日贈位。生前は小錦下。
- 舎人糠虫 - 天武天皇11年（682年）2月贈位。生前は小錦下。
- 土師真敷 - 天武天皇11年（682年）3月贈位。
- 小野毛人 - 天武天皇の頃。太政官兼刑部大卿。